# Кінгстон (Нью-Гемпшир)
Кінгстон (англ. Kingston) — місто (англ. town) в США, в окрузі Рокінґгем штату Нью-Гемпшир. Населення — 6202 особи (2020).

## Демографія
Згідно з переписом 2010 року, у місті мешкало 6025 осіб у 2288 домогосподарствах у складі 1704 родин. Було 2480 помешкань
Расовий склад населення:
| - 97,0 % — білих - 0,4 % — азіатів - 0,3 % — корінних американців - 0,3 % — чорних або афроамериканців - 0,1 % — вихідців з тихоокеанських островів |

До двох чи більше рас належало 1,5 %. Частка іспаномовних становила 1,4 % від усіх жителів.
За віковим діапазоном населення розподілялося таким чином: 21,2 % — особи молодші 18 років, 66,1 % — особи у віці 18—64 років, 12,7 % — особи у віці 65 років та старші. Медіана віку мешканця становила 43,7 року. На 100 осіб жіночої статі у місті припадало 96,9 чоловіків;  на 100 жінок у віці від 18 років та старших — 96,0 чоловіків також старших 18 років.
Середній дохід на одне домашнє господарство  становив 121 286 доларів США (медіана — 93 096), а середній дохід на одну сім'ю — 134 064 долари (медіана — 101 471). Медіана доходів становила 59 657 доларів для чоловіків та 54 805 доларів для жінок. За межею бідності перебувало 4,9 % осіб, у тому числі 4,9 % дітей у віці до 18 років та 9,6 % осіб у віці 65 років та старших.
Цивільне працевлаштоване населення становило 3496 осіб. Основні галузі зайнятості: виробництво — 24,5 %, освіта, охорона здоров'я та соціальна допомога — 15,9 %, роздрібна торгівля — 11,2 %, науковці, спеціалісти, менеджери — 11,2 %.